# Persone di nome Publio
| Questa pagina contiene informazioni ricavate automaticamente dalle voci biografiche con l'ausilio del template Bio e di un bot. L'aggiornamento è periodico e automatico e ricostruisce completamente la pagina. Se manca una persona in questa lista, sei pregato di non aggiungerla, ma accertati piuttosto che la sua voce biografica contenga il template Bio e che i dati anagrafici siano correttamente compilati. Se il template Bio manca, inseriscilo tu stesso o, in alternativa, metti l'avviso {{tmp\|Bio}} che ne segnala la mancanza. Se i dati riportati sono sbagliati, correggi direttamente la voce biografica; le modifiche saranno visibili in questa lista entro pochi giorni. Per chiarimenti vedi il progetto antroponimi. La lista contiene solo le 189 persone che sono citate nell'enciclopedia e per le quali è stato implementato correttamente il template Bio. Pagina aggiornata al 22 lug 2025. |

Questa è una lista di persone presenti nell'enciclopedia che hanno il nome Publio, suddivise per attività principale.

## Centurioni(1)
- Publio Sestio Baculo, centurione romano

## Diplomatici(1)
- Publio Tarutieno Paterno, diplomatico, generale e scrittore romano († 186)

## Drammaturghi(2)
- Publio Filippo Mantovano, drammaturgo italiano
- Publio Terenzio Afro, commediografo romano (Cartagine - Stinfalo, † 159 a.C.)

## Filosofi(1)
- Publio Nigidio Figulo, filosofo, grammatico e astrologo romano (Roma - † 45 a.C.)

## Funzionari(1)
- Publio Vegezio Renato, funzionario e scrittore romano

## Generali(2)
- Publio Cornelio Scipione Nasica, generale romano (Roma)
- Publio Valerio Levino, generale romano

## Imperatori(3)
- Gallieno, imperatore romano (Etruria, n. 218 - Milano, † 268)
- Licinio, imperatore e militare romano (Tessalonica, † 325)
- Valeriano, imperatore romano (Bishapur)

## Imprenditori(1)
- Publio Cortini, imprenditore e ingegnere italiano (Roma, n. 1895 - Roma, † 1969)

## Letterati(1)
- Publio Francesco Modesti, letterato italiano (Saludecio, n. 1471 - † 1557)

## Magistrati(12)
- Publio Petronio, magistrato e militare romano
- Publio Cornelio Lentulo Scipione, magistrato romano
- Publio Silio Nerva, magistrato romano
- Publio Memmio Regolo, magistrato romano (Roma, † 61)
- Publio Fabio Firmano, magistrato e senatore romano (Betica)
- Publio Volasenna, magistrato e senatore romano (Volaterrae)
- Publio Trebonio, magistrato e senatore romano
- Publio Cornelio Dolabella, magistrato e senatore romano (Interamna Nahars, † 69)
- Publio Cornelio Scipione, magistrato e senatore romano
- Publio Sulpicio Scribonio Rufo, magistrato, senatore e militare romano (Grecia, † 67)
- Publio Sulpicio Scribonio Proculo, magistrato, senatore e militare romano (Grecia, † 67)
- Publio Sempronio Tuditano, magistrato romano (Roma - Eraclea)

## Militari(10)
- Publio Canidio Crasso, militare e politico romano (Egitto, † 30 a.C.)
- Publio Claudio Pulcro, militare e politico romano
- Publio Claudio Pulcro, militare e politico romano
- Publio Valerio Comazone Eutichiano, militare e senatore romano
- Publio Cornelio Scipione Emiliano, militare e politico romano (Roma, n. 185 a.C. - Roma, † 129 a.C.)
- Publio Cornelio Lentulo Marcellino, militare e politico romano
- Publio Tutilio, militare romano (n. 43 a.C. - † 29)
- Publio Cornelio Lentulo Marcellino, militare e politico romano
- Publio Rutilio Rufo, militare, politico e storico romano (Roma, n. 154 a.C. - Smirne)
- Publio Cornelio Scipione, militare e politico romano (n. 260 a.C. - Iberia)

## Pittori(1)
- Publio de Tommasi, pittore italiano (Roma, n. 1848 - † 1914)

## Poeti(5)
- Publio Valerio Catone, poeta e grammatico romano (Gallia Cisalpina)
- Publio Ovidio Nasone, poeta romano (Sulmona, n. 43 a.C. - Tomi)
- Publio Papinio Stazio, poeta romano (Napoli)
- Publio Terenzio Varrone, poeta romano (Narbona, n. 82 a.C.)
- Publio Virgilio Marone, poeta romano (Andes, n. 70 a.C. - Brindisi, † 19 a.C.)

## Retori(2)
- Publio Clodio Trasea Peto, oratore, filosofo e scrittore romano (Patavium - Roma, † 66)
- Publio Ordeonio Lolliano, retore e romanziere greco antico (Efeso)

## Scrittori(2)
- Publio Elio Aristide, scrittore e retore greco antico (n. 117)
- Publio Rutilio Lupo, scrittore romano (n. 20)

## Scultori(1)
- Publio Morbiducci, scultore, medaglista e pittore italiano (Roma, n. 1889 - Roma, † 1963)

## Senatori(6)
- Publio Cornelio Anullino, senatore romano
- Publio Elio Adriano Afro, senatore romano
- Publio Cornelio Lentulo Sura, senatore romano
- Pomponiano, senatore romano (Stabia, † 79)
- Publio Tullio Marso, senatore romano
- Publio Marzio Vero, senatore e generale romano

## Storici(2)
- Publio Cornelio Tacito, storico, oratore e senatore romano
- Publio Erennio Dessippo, storico, politico e militare greco antico (Atene - † 273)

## Vescovi(1)
- Publio di Malta, vescovo maltese (Malta - Malta, † 112)

## Senza attività specificata(7)
- Publio Cornelio Dolabella, romano
- Publio Vedio Pollione, romano († 15 a.C.)
- Publio Quintilio Varo, romano
- Cornelio Salonino, romano (Colonia, † 260)
- Publio Scapzio, romano
- Publio Servilio Casca, romano (Roma - Filippi, † 42 a.C.)
- Cornelio Valeriano, romano (Pannonia)